# Lautertal
Lautertal è un comune tedesco di 4 157 abitanti, situato nel land della Baviera.